# Albert Luque
Albert Luque Martos (født 11. marts 1978 i Terrassa, Spanien) er en tidligere spansk fodboldspiller. Han spillede bl.a. hos Mallorca, Deportivo La Coruña, Newcastle, Ajax og Malaga CF.
Albert Luque var som ungdomsspiller på prøve hos FC Barcelona, men blev her ikke fundet god nok til førsteholdet. Efter en periode hos RCD Mallorca kom han til Deportivo La Coruña, hvor han fik sit store gennembrud, først i La Liga og senere også internationalt i UEFA Champions League.
Successen førte ham til Newcastle United FC i 2005, men opholdet her blev lidt af en spillemæssig katastrofe for Luque, der ikke opnåede megen spilletid. Han skiftede derfor til AFC Ajax i Holland. Herfra blev han i 2008 udlejet til Malaga CF, der skrev permanent kontrakt med ham året efter.
Luque deltog for Spanien ved OL i 2000 i Sydney, hvor holdet vandt sølvmedaljer. Han fik debut på A-landsholdet i 2002, deltog ved VM i 2002 og EM i 2004, men har aldrig opnået en fast plads på landsholdet.